# Herbert Leupin
Herbert Leupin (* 20. Dezember 1916 in Beinwil am See; † 21. September 1999 in Basel) war ein Schweizer Grafiker und Grafikdesigner, spezialisiert auf Gebrauchsgrafik und international bekannt für seine Plakatkunst. Bei einem grösseren Lesepublikum ist Leupin bekannt für seine Illustrationen zu neun Märchen der Brüder Grimm.

## Leben und Werk

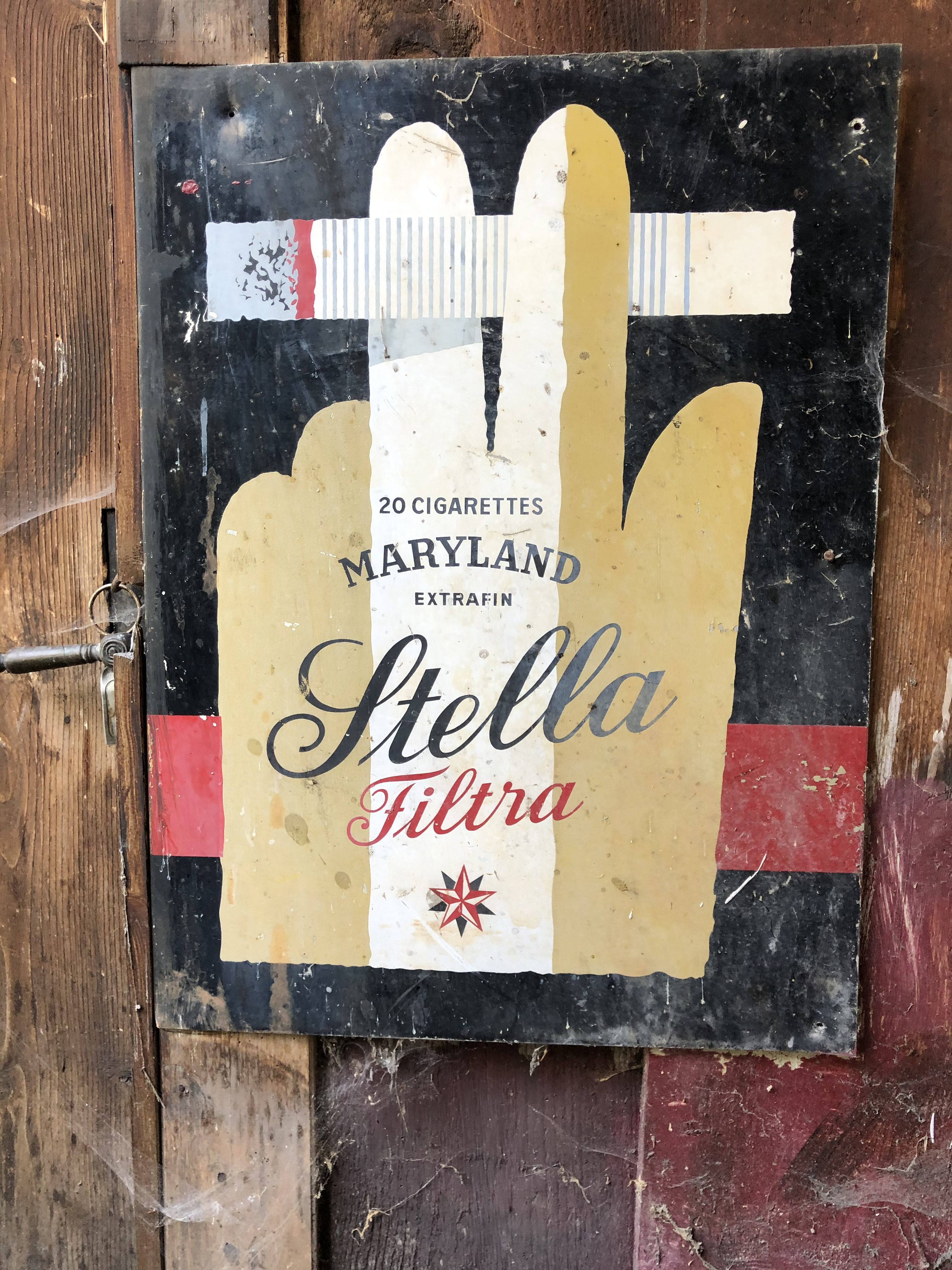
Plakat von Leupin an einer Hauswand in Luven

Herbert Leupin besuchte von 1931 bis 1935 die Kunstgewerbeschule in Basel. Er erhielt ein Stipendium für einen Besuch der Privatschule École Paul Colin in Paris, wo er zusammen mit Albert Borer von 1935 bis 1936 den Aktzeichnenunterricht besuchte. Ab 1937 war Leupin als freischaffender Grafiker mit eigenem Atelier in Augst tätig. Im Jahr 1937 arbeitete er für einige Zeit im Atelier von Donald Brun. Im Jahr 1939 gewann er den ersten Preis bei einem Plakatwettbewerb für das Eidgenössische Schützenfest von Luzern.
In den Jahren 1944 bis 1949 arbeitete er an einem Auftrag des Züricher Globi-Verlags zur Illustration einiger Märchen der Brüder Grimm. Es erschienen zunächst Einzelausgaben von neun Märchen, herausgegeben von J. K. Schiele, die dann zwischen 1945 und 1950 auch in drei Sammelbänden zu je drei Märchen in Originalgrösse (29 × 24 cm quer) und im Originalsatz herausgegeben wurden. 1948 illustrierte er das Kinderbuch Vaters Hut macht eine Reise und die Schweizerfibel.
1945 heiratete er Elsa Schamberger, 1948 wurde sein erster Sohn Thomas geboren, 1953 sein zweiter Sohn Charles.
Von 1951 bis 1968 war Leupin als Werbeberater und Grafiker für die Reemtsma AG in Hamburg tätig, unter anderem für die Zigarettenmarke Salem Nr. 6. Im Jahr 1952 erhielt er Auszeichnungen für die Plakate für Salem Nr. 6, auch für seine Arbeit für Milka. Er erfand 1952 die Grundlage für die lila Kuh von Milka.
1957 hatte Herbert Leupin seine ersten Einzelausstellungen in den USA (Chicago) und Deutschland (Offenbach und Hamburg). Im Jahr 1958 wurde ihm eine Professur an der Hochschule für Grafik in Frankfurt am Main angeboten, die er aber nicht annahm.
1960 wurde ihm der Medal Award des Art Directors Club Chicago verliehen, ebenso das Certificate of Merit des Art Directors Club in New York City. Leupin begann in dieser Zeit verstärkt als künstlerischer Grafiker zu arbeiten. 1961 gewann er den ersten Preis beim Internationalen Plakatwettbewerb von Toronto. 1964 wurden Arbeiten von ihm auf der documenta III in Kassel in der Abteilung Grafik gezeigt. 1968 gewann er die Goldmedaille der Plakat-Biennale von Warschau. 1969 hatte er seine erste Retrospektive im Gewerbemuseum Basel, 1972 eine weitere Retrospektive im Deutschen Plakatmuseum Essen. 1974 wurde er mit der Ernst-Litfass-Medaille in Kassel ausgezeichnet. Von seinen zahlreichen Plakatentwürfen wurden insgesamt 89 Plakate unter den jeweils „besten Schweizer Plakaten des Jahres“ mit einer Anerkennungsurkunde des Eidgenössischen Departement des Innern prämiert. 1990 erfolgte die Aufnahme Leupins in die „Hall of Fame“ des Art Directors Clubs Schweiz.

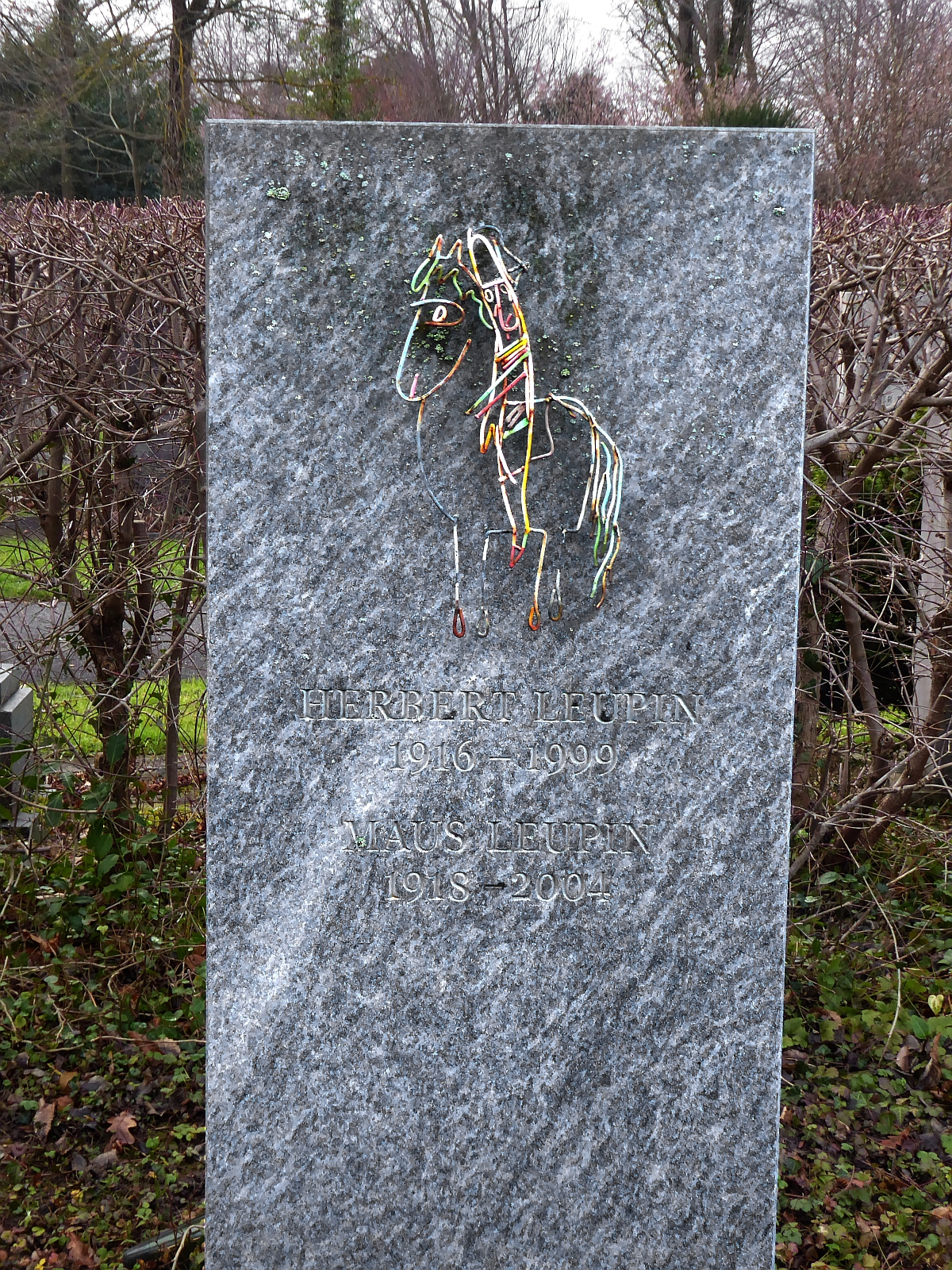
Grab auf dem Friedhof am Hörnli, Riehen, Basel-Stadt

Herbert Leupin entwarf 1970 das Signet für die erste Art Basel und schuf damit das Logo der bis heute bedeutendsten Kunstmesse für moderne und zeitgenössische Kunst.

„Herbert Leupin […] gehört zu den produktivsten Schweizer Plakatkünstlern. Im Lauf einer langen und erfolgreichen Gestaltertätigkeit mit einem imposanten Gesamtwerk von rund 1000 Plakaten hat er die Schweizer, aber auch die internationale Plakat-Landschaft enorm belebt und mitbestimmend akzentuiert. Heute darf man ihn die Symbolgestalt der Schweizer Grafik schlechthin nennen. In seinem Bild- und Wortwitz wie auch in seinem Charme und Humor ist er unerreicht.“

## Ausstellungen (Auswahl)
- 1957: Werkkunstschule Offenbach; Museum für Kunst und Gewerbe, Hamburg; Kunsthalle Bremen; Carson’s World Center, Chicago
- 1958: Pflug, Lahr
- 1960: Normandy House Gallery, Chicago
- 1961: Schwarzes Brett, Zürich
- 1964: documenta III, Kassel
- 1969: Gewerbemuseum Basel
- 1972: Deutsches Plakatmuseum, Essen
- 1973: Galerie Läubli, Zürich
- 1974: Hotel Reiss, Kassel, begleitende Ausstellung zur Verleihung der Ernst-Litfass-Medaille
- 1975: Galerie HILT, Basel
- 1976:  Schloss Ebenrain, Sissach
- 1977: Galerie Wiedenkeller, Zürich
- 1980: Stadthaus Zürich
- 1981: Kursaal Interlaken; Galerie Wiedenkeller, Zürich
- 1983: CSU Directions Gallery, Colorado/USA, Galerie Trittligasse, Zürich
- 1986: Klubschule Migros, Bern
- 1987: Sandoz Basel
- 1988: Galerie Kröner, Zürich; Galerie Loeffel, Basel
- 1991: Gewerbebank Baden; Schweizerisches Jugendbuchinstitut, Zürich
- 1992: Museum für Gestaltung, Basel
- 1993: Rathaus Willisau
- 1995: World Trade Center, Zürich
- 1996: Galerie HILT, Basel
- 2003: Basler Plakatsammlung (Schule für Gestaltung Basel)